# Northanger Abbey
Northanger Abbey is een roman van de Engelse schrijfster Jane Austen. Het boek werd in 1818 gepubliceerd.
De laatste zin van het boek geeft heel duidelijk de moraal weer: ‘... laat ik het aan de willekeurige lezer over om vast te stellen of de strekking van dit werk uiteindelijk is de ouderlijke tirannie aan te raden of de kinderlijke ongehoorzaamheid te belonen.’ Maar de moraal van Northanger Abbey gaat veel verder.
Naast het hiervoor genoemde, is er de voorliefde van de hoofdpersoon voor romans. Door het lezen van veel romans, gaat haar fantasie steeds met haar op de loop. Ze verliest hierdoor de realiteit soms compleet uit het oog, wat haar af en toe in hachelijke situaties brengt.
Ten slotte is er de naïviteit van de hoofdpersoon. In het begin is ze enkel geneigd het goede van mensen te zien en te denken, wat haar enkele flinke teleurstellingen oplevert.
De roman is ook bedoeld als een parodie op het toentertijd geliefde genre van gothic novel, met name Ann Radcliffe's The mysteries of Udolpho, en de voorliefde voor gotiek.

## Het verhaal
Wanneer meneer en mevrouw Allen naar Bath gaan, besluiten ze om Catherine Morland, een alledaags, onervaren en naïef meisje van zeventien jaar dat dweept met gothic novels, mee te nemen. In Bath maakt Catherine kennis met Isabella Thorpe. De twee worden hechte vriendinnen. Al snel komen ze erachter dat ze beiden een voorliefde hebben voor romans en dan met name de romans van Ann Radcliffe. Naast Isabella, maakt Catherine ook kennis met de broer van Isabella, John Thorpe, die al snel verliefd op haar wordt. Op een van de dansavonden maakt Catherine echter kennis met Henry Tilney, op wie zij verliefd wordt. Als ook zijn zuster naar Bath komt, doet Catherine haar best om haar beter te leren kennen.
Dan komt James Morland, Catherines broer, ook naar Bath. Al snel blijkt dat hij en Isabella elkaar erg graag mogen en Isabella trekt steeds minder op met Catherine. Uiteindelijk doet James Isabella een aanzoek, dat zij dolgelukkig accepteert. Catherine probeert intussen alles te doen om de zuster van Henry Tilney, Eleanor, beter te leren kennen. Ze is dan ook in de zevende hemel wanneer de Tilney's haar uitnodigen om met hen mee te gaan naar Northanger Abbey, waar zij wonen. Catherine, die door het lezen van de vele romans een grote voorliefde heeft gekregen voor kastelen, abdijen en andere oude gebouwen, kan haar geluk dan ook niet op.
Generaal Tilney, Eleanors vader, is vreselijk vriendelijk voor haar tijdens haar verblijf. Maar wanneer Eleanor vertelt dat haar moeder zeer plotseling is gestorven, kan Catherine het niet nalaten haar fantasie de vrije loop te laten gaan en de dood te koppelen aan de eigenaardigheden van de generaal. Ze komt hierdoor al snel tot de conclusie dat de generaal zijn vrouw ofwel vermoord heeft, of dat hij haar nog ergens gevangen houdt. Wanneer ze echter op zoek naar bewijzen gaat, betrapt Henry haar en zegt haar heel duidelijk feiten en fictie te moeten scheiden.
De weken op Northanger Abbey vliegen voorbij en Catherine heeft het ontzettend naar haar zin met Eleanor en vooral met Henry, op wie zij steeds meer gesteld raakt. Dan krijgt ze een brief van James, waarin hij schrijft de verloving met Isabella te hebben verbroken, omdat ze zich met een ander verloofd zou hebben: kapitein Frederick Tilney, Henry’s broer! Catherine is ontroostbaar, omdat ze merkt hoe diep bedroefd haar broer is en omdat ze nu inziet hoe Isabella echt is. Henry en Eleanor weten haar er echter van te overtuigen dat Frederick niet met Isabella zal trouwen. Dit blijkt later inderdaad waar te zijn.
Aan alle gelukkige momenten komt abrupt een einde wanneer de generaal haar ineens op onbeschofte wijze het huis uitzet. De arme Catherine moet meteen de dag erop met de eerste de beste postkoets en zonder fatsoenlijke begeleiding het huis verlaten. Zowel Catherine als Eleanor zijn hierdoor vreselijk van streek, maar kunnen niets doen. Eenmaal thuis is Catherine vreselijk verdrietig, omdat ze niet eens afscheid heeft kunnen nemen van Henry en omdat ze niet weet wat ze fout heeft gedaan. De volgende dag echter staat Henry op de stoep en zegt tegen het verbod van zijn vader haar achterna te zijn gereisd. Hij bekent zijn liefde voor haar en vraagt haar ten huwelijk. Dolgelukkig accepteert Catherine zijn aanbod. Toch willen haar ouders pas toestemming geven voor het voorgenomen huwelijk als ook de generaal zijn goedkeuring geeft. De generaal, die zijn oordeel over Catherine had gebaseerd op een gesprek met John Thorpe in Bath, dacht dat Catherine ontzettend rijk was. Daarom was hij ook ontzettend vriendelijk voor haar en maakte hij toespelingen op een huwelijk tussen Henry en Catherine. De reden waarom hij Catherine op onbeschofte wijze het huis uitzette, is dan ook niet moeilijk te raden: hij kwam er, opnieuw door een gesprek met John, achter dat Catherine helemaal niet rijk is, maar doordat John teleurgesteld was over het feit dat Catherine niet van hem hield, schilderde hij haar situatie nu juist minder goed af dan hij in werkelijkheid is. Wanneer de generaal erachter komt dat de situatie nu ook weer niet zo slecht is en doordat Eleanor een goed huwelijk sluit, wil hij toch zijn toestemming geven en het stel kan eindelijk trouwen.

## Film
In 1986 heeft de BBC Northanger Abbey verfilmd met Katharine Schlesinger als Catherine Morland en Peter Firth als Henry Tilney. In 2007 verscheen er een tv-film op ITV, met Felicity Jones en JJ Feild in de hoofdrollen. Andrew Davies, die eerder al bewerkingen deed van Pride & Prejudice en Sense and Sensibility, schreef het script voor deze bewerking.